# 음력 11월 17일
음력 11월 17일은 음력 11월의 17번째 날이다.

## 사건
- 1895년 - 조선, 그레고리력 채용.
- 1970년 - 대한민국 남해안에서 남영호 침몰 사고가 일어나면서 326명의 승객이 사망.

## 탄생
- 1902년 - 대한민국의 독립운동가 유관순.
- 1917년 - 대한민국의 시인 윤동주.
- 1983년 - 대한민국의 코미디언 김신영.
- 1991년 - 대한민국의 배우 이세희.

## 같이 보기
- 음력 360일: 1월 2월 3월 4월 5월 6월 7월 8월 9월 10월 11월 12월
- 전날:11월 16일 다음날:11월 18일 - 전달:10월 17일 다음달:12월 17일
- 양력:11월 17일
- 음력, 윤달